# Ригер, Януш
Януш Анджей Ригер (пол. Janusz Andrzej Rieger) (20 сентября 1934, Краков) — польский языковед, доктор филологических наук с 1976 г., профессор 1989.

## Биография
Окончил 1955 Ягеллонский (Краков) университет.
С 1960 работает в Институте славистики Академии Наук, в 1972—1991 заведовал сектором здесь украинского языка, а 1993 — полонистическим центром.
Преподаватель университетов:
- Варшавского (1956—1965),
- Лодзинского (1968—1982),
- Католического в Люблине (1988—1990).

## Работы
Основные работы:
- по украинской диалектологии:
  - «Atlas gwar bojkowskich» («Атлас бойковских говоров», т. 1-7, 1980-91, в соавт.),
  - «О нескольких заимствованиях из румынского языка в западноукраинских говорах Карпат и Прикарпатья» (1979),
  - «Еще о влияниях польские и словацкие на говоры лемков» (Вроцлав, 1982)
  - «Лексика центральной Лемковщины (материалы к словарю, 1987)
  - «Определение зон в говоре лемков и пограничья лемковско-бойковского» (1987)
  - «Словарь говоры лемков из окрестностей Грибова» (1988)
  - «Из топономастики лемковской и бойковской» (1966)
  - «Slownictwo i nazewnictwo lemkowskie» (Варшава, 1995)
  - «Лексика и ономастика Лемковщины» (1995, обе — польском языке),
  - «A Lexical Atlas of the Hutsul Dialects of the Russian Language» («Лексический атлас гуцульских говоров», 1996),
- по ономастике:
  - «Гидронимы бассейна Сяна» (1969),
  - «Названия рек бассейна Стражи» (1975),
  - «Гидронимы бассейна Вислы» (1988, в соавт.),
  - «Личные названия сельского населения в Сяноцкой и Перемышльской земли XV вв.» (1977, все — польс. языке).

Основатель и соредактор «Studia nad polszczyzną kresową» («Студии над польском языке пограничья», т. 1— 10, 1982-2001), ответственный редактор 3-го тома «Общекарпатского диалектологического атласа» (1991).